# Barraca XXIII (Aiguamúrcia)
La Barraca XXIII és una obra d'Aiguamúrcia (Alt Camp) inclosa a l'Inventari del Patrimoni Arquitectònic de Catalunya.

## Descripció
És una barraca que ben probablement era de planta semicircular, però les esllavissades dels seus murs exteriors, no permeten afirmar-ho amb seguretat. Està associada a un marge per la seva base esquerra.
El portal està rematat amb les lloses col·locades en angles. La seva orientació és al Sud.
Interiorment la seva planta és també semicircular i no disposa de cap element funcional. Les mides interiors són fondària 2'50m, amplada 3'00m. Està coberta amb una falsa cúpula, amb una alçada màxima aproximada de 3'00m.